# Shelved (serie)
Shelved es una comedia de la televisión canadiense, se estrenó el 6 de marzo de 2023 en CTV. La trama envuelve  a los bibliotecarios y usuarios de la Biblioteca Pública Metropolitana en Toronto, Ontario.

## Trama
SHELVED es una comedia de una sola cámara producida ejecutivamente por Anthony Q. Farrell (THE OFFICE), que se centra en las vidas de los usuarios y bibliotecarios de la Biblioteca Pública Jameson en Parkdale. A través de este lugar discreto pero extraordinario, la serie presenta a Wendy (interpretada por Lyndie Greenwood), la directora de la sucursal de Jameson, una soñadora enérgica que siempre ve lo mejor en las personas y se preocupa apasionadamente por su biblioteca y por la comunidad de Parkdale. Además, el personal de la Biblioteca Pública Jameson incluye a Howard (Chris Sandiford), un individuo exigente y crítico que se une al equipo tras ser trasladado desde la prestigiosa sucursal de Midtown; a Jaq (Dakota Ray Hebert), un activista de los derechos sociales que está obsesionado con las novelas distópicas para jóvenes adultos y con denunciar las microagresiones; y a Bryce (Paul Braunstein), el subdirector de la sucursal, un conservador dedicado a las teorías de la conspiración y a seguir al pie de la letra la ley de bibliotecas.

## Reparto y personajes

### Principal
- Lyndie Greenwood como jefa de rama Wendy Yarmouth[2]
- Paul Braunstein como subjefe de sucursal Bryce de Laurel
- Dakota Ray Hebert como la bibliotecaria junior Jacqueline "Jaq" Bedard
- Chris Sandiford como el bibliotecario senior Howard Tutt

### Actores eventuales
- Robin Duke como Wendy "Wendy sin hogar" Brown, una mecenas habitual de la biblioteca y autodenominada "loca"[1]
- Taylor Love como Sheila Boyd, una líder comunitaria solidaria y estudiante de derecho que trabaja a tiempo parcial en el mostrador de liquidación
- Varun Saranga como Alvin Canada, empresario y consultor empresarial independiente.